# 雅克·米勒
雅克·弗朗西斯·阿尔伯特·皮埃尔·米勒（法語：Jacques Francis Albert Pierre Miller，1931年4月2日—），澳大利亚生物学家。他因发现胸腺的机能、在哺乳动物身上鉴别出两种主要的淋巴细胞（T细胞和B细胞）及发现它们的功能而知名。